# José de Bustamante y Guerra
José de Bustamante y Guerra (Corvera de Toranzo, 1º aprile 1759 – Madrid, 10 marzo 1825) fu un ufficiale della marina spagnola, esploratore e politico.

## Gioventù
Nel 1770 Bustamante divenne cadetto presso l'Accademia dei Guardiamarina di Cadice. Alla fine degli studi si imbarcò sulla Santa Inés, diretta verso le Filippine. Ma la nave fu attaccata e catturata da una squadra britannica. Bustamante fu rilasciato e ritornò in Spagna.

## Spedizione di Malaspina
Nel 1788 Bustamante collaborò con Alessandro Malaspina. Insieme proposero al governo spagnolo una grande spedizione scientifica progettata sulla falsariga di quelle di James Cook. Il progetto venne approvato e due corvette furono appositamente costruite per la missione. Bustamante era capitano della Atrevida mentre Malaspina comandava la Descubierta. I nomi furono scelti da Malaspina in onore alle navi di James Cook: la Discovery e la Resolution. La spedizione aveva due comandanti, Malaspina e Bustamante. Nonostante la spedizione sia divenuta famosa col solo nome di Malaspina, Bustamante non fu mai considerato un subordinato. Malaspina insistette molto sull'uguaglianza tra i due, nonostante lo stesso Bustamante avesse riconosciuto Malaspina come "capo della spedizione".

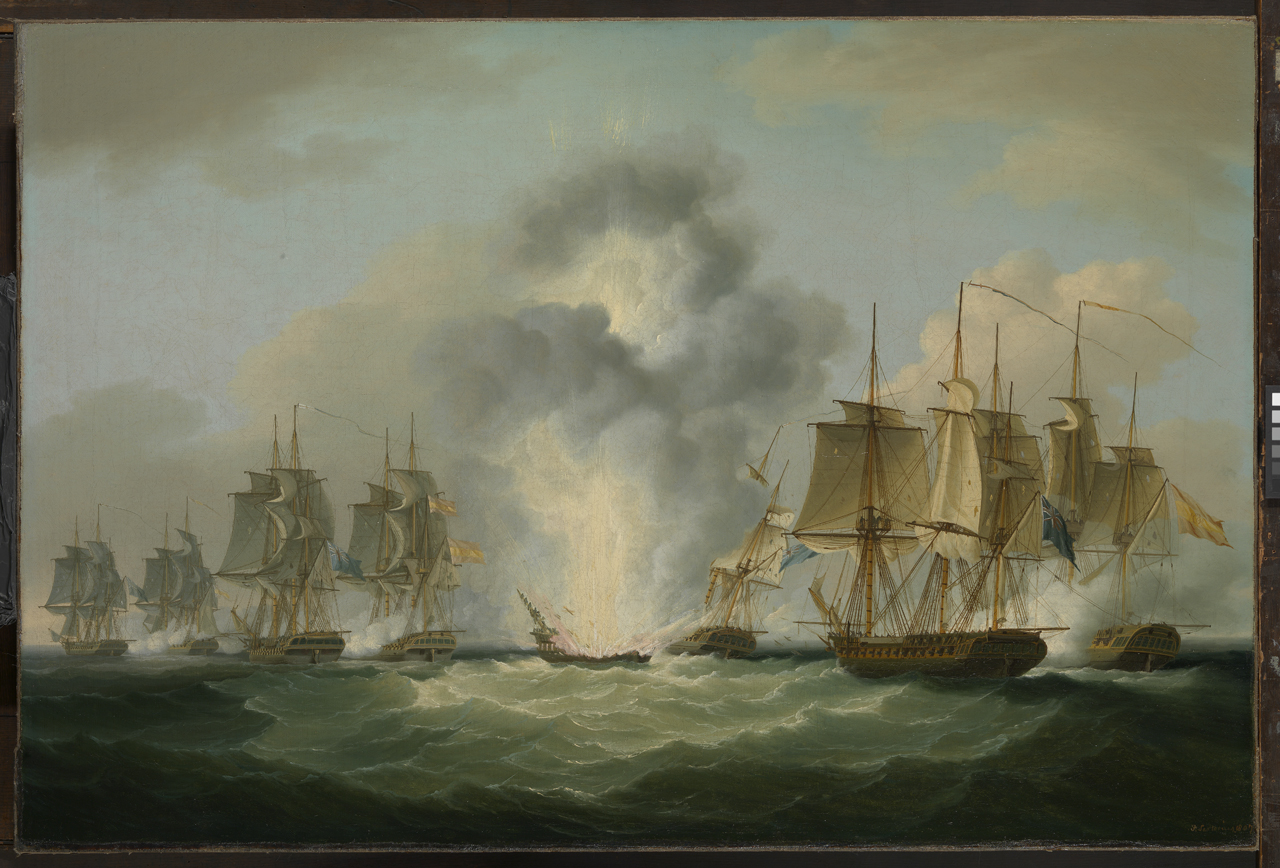
La flotta di José de Bustamante y Guerra intercettata da quattro fregate britanniche il 5 ottobre 1804. Disegno di Francis Sartorius

Dal 1789 al 1794 Bustamante e Malaspina navigarono per tutto l'Oceano Pacifico, fermandosi praticamente in tutte le colonie spagnole ed esplorando le aree poco conosciute quali il Pacifico nord-occidentale, la Nuova Zelanda e l'Australia. Le due navi si separarono a volte perseguendo obbiettivi diversi. Ad esempio, navigando da Talcahuano A Valparaíso (nell'odierno Cile), Bustamante rimase sulla costa, osservando e mappando, mentre Malaspina raggiunse le Isole Juan Fernández. Tra Valparaíso e Callao, in Perù, Malaspina rimase al largo mentre Bustamante proseguì la mappatura della costa.
Bustamante teneva un diario durante la spedizione Malaspina, che fu poi pubblicato nel 1868.

## Ultimi anni di vita
Dopo il ritorno in Spagna del 1794, Bustamante continuò a lavorare con Malaspina finché quest'ultimo non fu imprigionato con l'accusa di aver complottato contro lo Stato. Bustamante non fu coinvolto nei problemi politici di Malaspina.
Bustamante fu promosso a brigadiere della marina poco dopo il suo ritorno nel 1794 in Spagna. Nel 1796 fu nominato governatore politico e militare del Paraguay e comandante generale di River Plate (Governatore di Montevideo). Il 5 ottobre 1804, mentre tornava in Spagna al comando di quattro fregate, Bustamante fu catturato da uno squadrone britannico. Fu infine rilasciato e dovette affrontare la corte marziale spagnola, uscendone pulito. Nel 1810 fu nominato capitano generale del Guatemala. Rimase in carica fino al 1819.
José de Bustamante y Guerra morì nel 1825, all'età di 66 anni.